# (74429) 1999 BU7
(74429) 1999 BU7 – planetoida z pasa głównego asteroid okrążająca Słońce w ciągu 4,58 lat w średniej odległości 2,76 j.a. Odkryta 21 stycznia 1999 roku.